# Distretto di Abelardo Pardo Lezameta
Il distretto di Abelardo Pardo Lezameta è un distretto del Perù nella provincia di Bolognesi (regione di Ancash) con 678 abitanti al censimento 2007 dei quali 487 urbani e 191 rurali.
È stato istituito il 28 gennaio 1956.